# Oloro
Oloro, noto anche come Orolo, del demo di Alimunte (in greco antico: Ὄλορος?, Óloros o anche Ὄρολος, traslitterato in Órolos; V secolo a.C.), è stato il padre dello storico ateniese Tucidide e parente di Milziade.
Il nome Oloro evidenzia un'origine tracia al pari della moglie Egesipile, della stirpe dei Filaidi, figlia dell'omonima moglie di Milziade.
La stirpe dei Filaidi, al tempo di Pisistrato, fondò un proprio regno nel Chersoneso Tracico. Qui Milziade sposò la figlia del re tracio Orolo I, Egesipile, da cui nacquero Cimone ed Egesipile II. Proprio questa Egesipile si unì in matrimonio a Oloro e generarono Tucidide, il futuro storico autore de La guerra del Peloponneso.